# إيشر ووالتن (دائرة انتخابية في المملكة المتحدة)
إيشر ووالتن  (بالإنجليزية: Esher and Walton)‏ هي إحدى الدوائر الانتخابية في المملكة المتحدة الممثلة في مجلس العموم في برلمان المملكة المتحدة.
عضو البرلمان الذي يمثلها حالياً هو :Mr Ian Taylor MBE (Con).